# South Harefield
South Harefield – osada w Anglii, w hrabstwie Wielki Londyn, leżąca w gminie Hillingdon. Leży 28,5 km od Londynu. W 2016 miejscowość liczyła 1804 mieszkańców.